# Risa sardónica

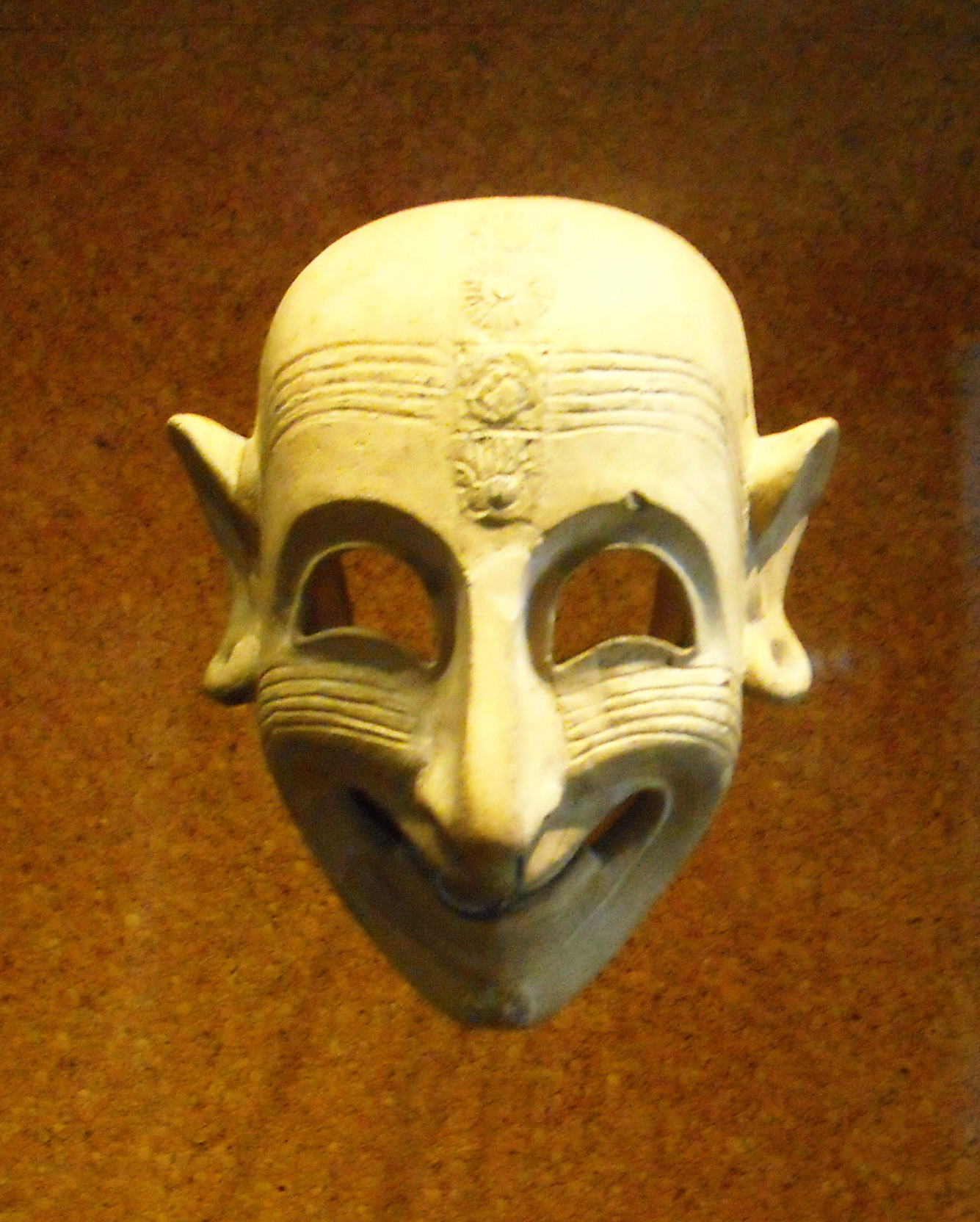
Máscara sonriente encontrada en una tumba púnica en San Sperate. Museo Arqueológico Nacional de Cagliari.

La risa sardónica o rictus grin es un espasmo marcadamente característico, anormal, sostenido de los músculos faciales que aparece para producir una aparente risa. Puede ser causado por tétanos, envenenamiento por estricnina, o la enfermedad de Wilson, y ha sido informado después del ahorcamiento.
El nombre de la condición, asociado con la isla mediterránea de Cerdeña, deriva del aspecto de cejas levantadas y una "sonrisa" ancha —la que puede parecer sardónica o malévola al observador— mostrada por aquellos experimentando estos espasmos musculares.

## Causas
Es más a menudo observado como señal de tétanos. También pueda ser causado por envenenamiento por estricnina o la enfermedad de Wilson.
En 2009, científicos en la Universidad de Piamonte Oriental Amedeo Avogadro en Italia escribieron que habían identificado al nabo del diablo (Oenanthe crocata) como la planta históricamente responsable de producir la risa sardónica. Esta planta es la candidata más probable para la "hierba sardónica", la cual era una planta neurotóxica utilizada para el asesinato ritual de personas ancianas en la cultura nurágica en la Cerdeña prerromana.